# ماريو سانتوس
ماريو سانتوس هو شريف كندي، ولد في 1952.